# Jesper Drost
Jesper Drost (Nunspeet, 11 gennaio 1993) è un calciatore olandese, centrocampista dell'HHC.

## Carriera
Ha giocato in Eredivisie con il PEC Zwolle, dopo aver ottenuto la promozione nel 2012.

## Palmarès

### Club

#### Competizioni nazionali
- Eerste Divisie: 1

PEC Zwolle: 2011-2012
- Coppa dei Paesi Bassi: 1

PEC Zwolle: 2013-2014
- Supercoppa dei Paesi Bassi: 1

PEC Zwolle: 2014